# Condado de Lika-Senj
El condado de Lika-Senj (en croata: Ličko-senjska županija) es un condado croata. La población del condado era de 53.643 habitantes en 2001. Su centro administrativo es la ciudad de Gospić, y debe su nombre a la región geográfica de Lika y la ciudad de Senj.

## Ciudades y municipios
El condado de Lika-Senj está dividido en 4 ciudades y 8 municipios:

### Ciudades
- Gospić
- Novalja
- Otočac
- Senj

### Municipios
- Brinje
- Donji Lapac
- Karlobag
- Lovinac
- Perušić
- Plitvička jezera
- Udbina
- Vrhovine